# Eugene Oberst
Eugene G. « Gene » Oberst (né le 23 juillet 1901 à Owensboro et décédé le 30 mai 1991 à Cleveland) est un athlète américain spécialiste du lancer de javelot. Affilié au Notre Dame Fighting Irish, il mesurait 1,96 m pour 92 kg. Il a également pratiqué le football américain et était entraineur de basketball.

## Biographie

### Palmarès
| Date | Compétition           | Lieu  | Résultat | Performance |
| ---- | --------------------- | ----- | -------- | ----------- |
| 1924 | Jeux olympiques d'été | Paris | 3e       | 58,35 m     |

### Records
| Épreuve           | Performance | Lieu | Date |
| ----------------- | ----------- | ---- | ---- |
| Lancer de javelot | 61,74 m     |      | 1924 |